# Jacob Joseph Balthasaar Martinn
Jacob Joseph Balthasaar Martinn (Anversa, 1º maggio 1775 – Parigi, 10 ottobre 1836) è stato un violinista e compositore belga.

## Biografia
Jacques Joseph Balthazar Martinn, era figlio di un musicista boemo, maestro di musica per il reggimento del Principe di Ligne. Nacque ad Anversa il 1° maggio 1775 e imparò la musica come corista nella Collegiata di Saint-Jacques.
All'età di dieci anni aveva già iniziato a scrivere per la chiesa: nel 1795 organizzò l'esecuzione di una messa solenne da lui composta. Poco tempo dopo si trasferì a Parigi dove entrò nell'orchestra del Théâtre du Vaudeville e poi in quella dell'Opera Italiana.
Pubblicò diverse opere sul violino e sulla viola ed è stato autore di numerosi spartiti.
Dopo l'organizzazione dei licei imperiali, fu scelto come insegnante di violino per quello di Carlo Magno, a Parigi.
Morì in quella stessa città il 10 ottobre 1836.

## Composizioni
- Metodo per viola
- 24 Studi per viola
- Metodo per violino
- 3 Quartetti d'archi, Op.1
- 3 Quartetti d'archi, Op.2
- 6 Duo (2 violini), Op. 19
- 6 Sonate per violino, Op. 20
- 6 Duo (2 viole), Op. 24
- Trio per flauto, violino e violoncello, op. 25
- Duo per flauto e violino, op. 35 (Paris, Dufaut et Dubois)
- 3 Duo (2 violini), Op. 48
- 12 Serenate per due violini
- Airs de la Bergère châtelaine (arrangiamento per due violini)
- Airs de La dame blanche (arrangiamento per due violini)
- Pima Sinfonia Concertante per 2 Flauti e Basso (Paris, Jacques Joseph Frey)